# 1269-й отдельный центр радиоэлектронной борьбы
1269-й отдельный центр радиоэлектронной борьбы (1269-й ОЦ РЭБ) — одна из частей войск радиоэлектронной борьбы, находящаяся на постоянном боевом дежурстве, готовая к ведению боевых действий по предназначению.
Ранее именовалась как 29-й отдельный полк радиоэлектронной борьбы. Незадолго до реструктуризации военных округов Вооружённых Сил РФ, полк был преобразован в отдельный центр радиоэлектронной борьбы, находящийся в подчинении начальника службы РЭБ Западного военного округа.
В настоящий момент центр расформирован

## История
В 1958 году в городе Орша начато формирование 7-го отдельного радиотехнического батальона спецназ — будущего прообраза 29-го отдельного полка радиоэлектронной борьбы, впоследствии дислоцирующегося на территории Острова-3. Первым командиром батальона был подполковник И. И. Кодинец.
Будучи 29-м отдельным полком радиоэлектронной борьбы, эта часть входила в состав частей ОСНАЗ (особого назначения) ГСВГ (Группы Советских войск в Германии (ГДР)) и дислоцировалась в городе Шёнвальд.
В 1992 году часть была перебазирована на место нынешней дислокации в г. Остров-3. В 2009 году она отметила свой полувековой юбилей, одновременно с этим будучи переименованной в 1269-й отдельный центр радиоэлектронной борьбы. Кроме того, в 2009 году части и подразделения радиоэлектронной борьбы были преобразованы в отдельный вид войск Вооружённых Сил РФ.
Экипажи полка становились лучшими среди родственных формирований частей радиоэлектронной борьбы Сухопутных войск России. По итогам 2004 года полк был признан лучшим среди частей РЭБ Сухопутных войск, личному составу вручён переходящий вымпел «Лучшему полку РЭБ» Главнокомандующего Сухопутными войсками. Звание лучшего полка он подтвердил и в 2004 году.
Сегодня[когда?] 1269-й отдельный центр РЭБ признаётся одним из лучших соединений радиоэлектронной борьбы Вооружённых сил Российской Федерации. Несмотря на это, первого декабря 2011 года центр был расформирован. На месте ликвидированного воинского подразделения сформирован батальон РЭБ, которым командует подполковник Дмитрий Микулик.

## Состав
В состав отдельного центра по состоянию на 2011 год входили:
- Батальон радиоэлектронной борьбы самолётным средствам
- Батальон радиоэлектронной борьбы наземным средствам
- Отдельная рота радиоэлектронной борьбы космическим средствам
- Отдельная рота радиоэлектронной борьбы — антитеррористической деятельности
- Подразделения управления

## Командование
Начальники 1269-го ОЦ РЭБ:
- 2004—2010 — полковник Сергей Попов;
- 2010—2011 — полковник Константин Карпов.